# Antennarius randalli
Antennarius randalli är en fiskart som beskrevs av Allen, 1970. Antennarius randalli ingår i släktet Antennarius och familjen Antennariidae. Inga underarter finns listade i Catalogue of Life.

## Bildgalleri

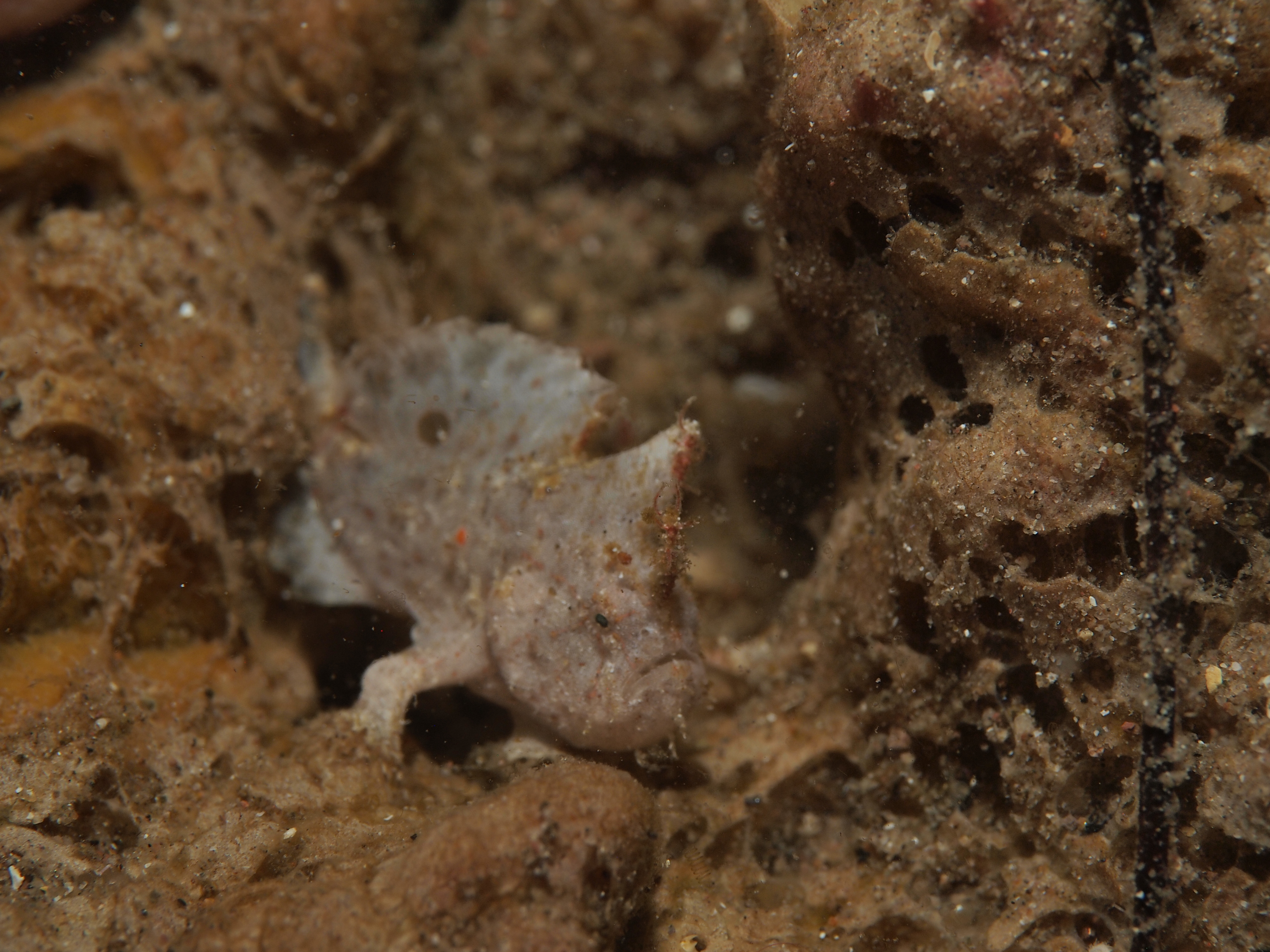